# Gmina Garnavillo

Położenie Gminy Garnavillo w hrabstwie Clayton

Gmina Garnavillo (ang. Garnavillo Township) – gmina w USA, w stanie Iowa, w hrabstwie Clayton. Według danych z 2000 roku gmina miała 1008 mieszkańców, a jej powierzchnia wynosi 85,82 km².